# Edmond Filhol de Camas
Pour les articles homonymes, voir Filhol de Camas, Filhol et Camas (homonymie).
Le baron Edmond Filhol de Camas est un homme politique né le 16 décembre 1866 à Vannes et décédé le 11 mars 1945 à Saint-Avé (Morbihan).

## Biographie
Issu d'une famille de militaires et aristocrates breton, petit-fils de Jean Edmond Filhol de Camas, il étudie au Prytanée national militaire et entre 266e à Saint-Cyr en 1890. Il sort dans l'infanterie. Il mène une intense activité scientifique et publie un certain nombre de brochures sur des questions de physique.
Militant du Parti radical-socialiste, il se présente aux élections sénatoriales de 1924 sur la liste radicale mais n'est pas élu. Il se consacre alors à ses fonctions de président de la Caisse de crédit agricole du Morbihan et de la Caisse d'assurances sociales du département.
Profitant du basculement à gauche qui survient dans le Morbihan en 1933, il devient sénateur lors du renouvellement de cette année, et s'inscrit logiquement au groupe de la Gauche démocratique. Il intervient essentiellement sur les questions relatives à la pêche et à la marine.
Le 10 juillet 1940, il vote en faveur de la remise des pleins pouvoirs au maréchal Pétain. Très éprouvé par l'occupation allemande, il se retire complètement de la vie politique et décède peu après la Libération.

## Sources
- « Edmond Filhol de Camas », dans le Dictionnaire des parlementaires français (1889-1940), sous la direction de Jean Jolly, PUF, 1960 [détail de l’édition]